# Stefan Billborn

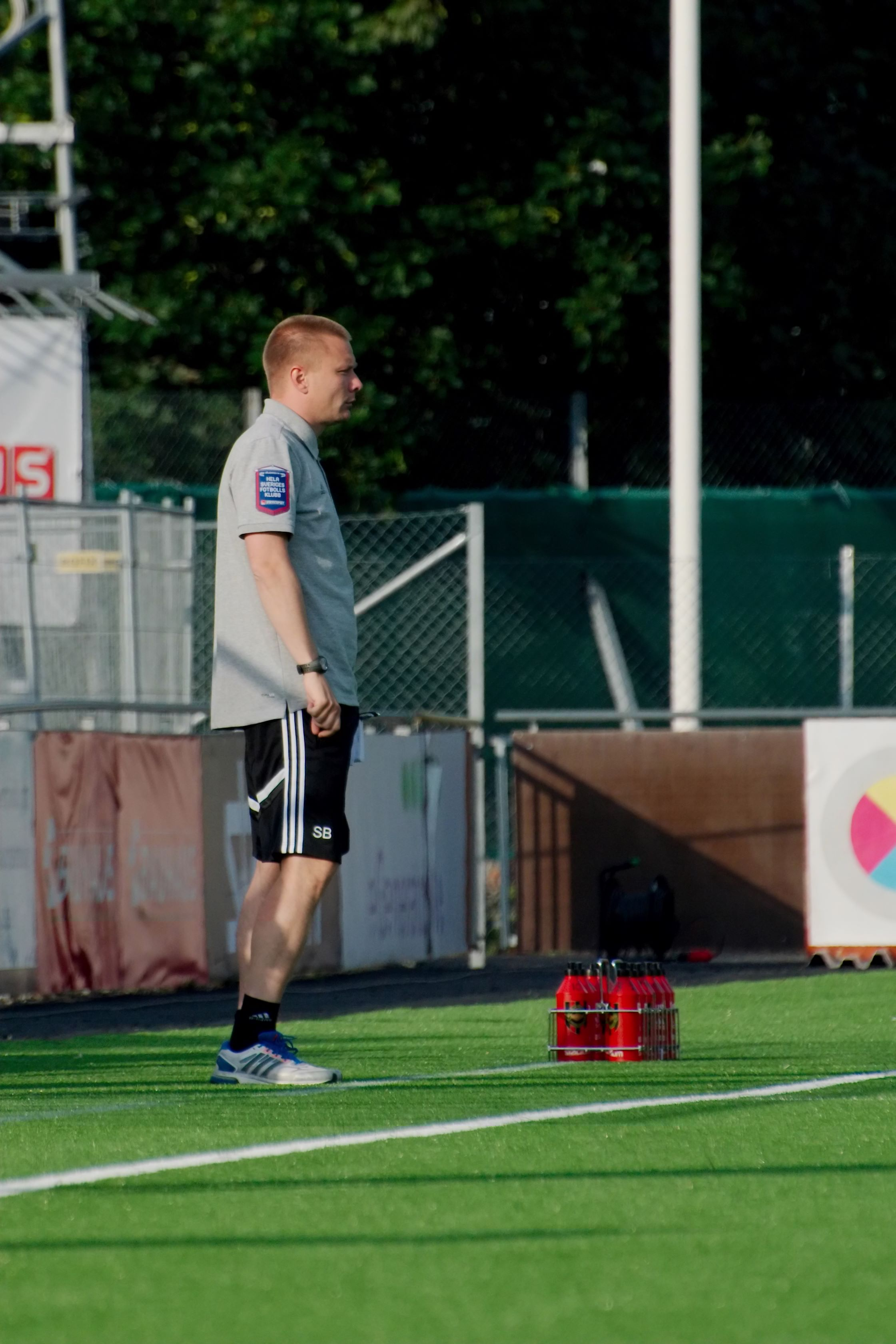
Stefan Billborn (2014)

Stefan Billborn (* 15. November 1972) ist ein schwedischer Fußballtrainer. Seit Juni 2024 ist er für IFK Göteborg tätig.

## Werdegang
Billborn betreute als Jugendtrainer beim Högdalens AIS und beim Rågsveds IF Er kam 1997 zum Stockholmer Klub IF Brommapojkarna, wo er in der Folge verschiedene Positionen bedeckte und verschiedene Jugendmannschaften trainierte. Ab 2011 war er als Trainerassistent von Roberth Björknesjö tätig. Als dieser im Dezember 2013 seinen Abschied vom Klub erklärte, rückte Billborn als dessen Nachfolger nach. Während der Verein unter seiner Leitung in der Spielzeit 2014 am Tabellenende reüssierte, erreichte die Mannschaft in der UEFA Europa League 2014/15 erstmals die dritte Qualifikationsrunde. Dort schied sie mit zwei Niederlagen gegen den FC Turin aus. Nach dem Abstieg in die Zweitklassigkeit als Tabellenletzter zum Saisonende übernahm Magni Fannberg das Traineramt bei der Wettkampfmannschaft.
Im Frühjahr 2015 verpflichtete der Stockholmer Stadtrivale Hammarby IF Billborn als neuen Leiter der Jugendakademie des Klubs. Später rückte er als Trainerassistent in den Trainerstab der Wettkampfmannschaft auf und arbeitete dabei Jakob Michelsen zu. Nachdem dieser zu Jahresbeginn 2018 von seinem Posten geschieden war, beförderte der Klub Billborn zum neuen Cheftrainer und stattete ihn mit einem Drei-Jahres-Vertrag aus. Unter seiner Leitung setzte sich die Mannschaft in der Spielzeit 2018 im vorderen Tabellendrittel fest, als Tabellenvierter verpasste er mit der Mannschaft punktgleich mit dem Vorjahresmeister Malmö FF nur aufgrund der schlechteren Tordifferenz die Qualifikation für den Europapokal. Die folgende Spielzeit beendete er mit der Mannschaft mit einem Punkt Rückstand auf den Meister Djurgårdens IF als Tabellendritter und erreichte somit die Qualifikation zur UEFA Europa League 2020/21, wo sie nach einem Erstrundenerfolg über Puskás Akadémia FC gegen Lech Posen ausschied.
Im Januar 2020 verlängerte der Klub vorzeitig die Verträge mit Billborn und seinem Assistenten Joachim Björklund bis Ende 2022. Zwar konnte die Mannschaft um Abdul Khalili, David Ousted, Jeppe Andersen und Gustav Ludwigson als Tabellenachter in der Spielzeit 2020 die Erfolge der Vorjahre nicht fortsetzen, erreichte aber im Frühsommer 2021 das Endspiel um den Svenska Cupen 2020/21. Mit einem 5:4-Erfolg im Elfmeterschießen gegen Ligakonkurrenten BK Häcken gewann er Ende Mai seinen ersten Titel als Trainer. Dennoch trennte sich der Klub am 11. Juni vorzeitig von Billborn, da die Mannschaft nach fast einem Drittel der Saison erneut nur im mittleren Tabellenbereich rangierte. Kurze Zeit später wurde der Serbe Miloš Milojević als Billborns Nachfolger präsentiert.
Im Januar 2022 verpflichtete der norwegische Klub Sarpsborg 08 FF Billborn als neuen Cheftrainer, der einen bis Ende 2024 gültigen Vertrag unterzeichnete. Björklund folgte ihm als sein Assistent mit in die Eliteserien. Mit dem Klub platzierte er sich in den folgenden beiden Spielzeiten als Tabellenachter im mittleren Tabellenbereich. Im Juni 2024 löste das schwedische Trainerteam während der laufenden Spielzeit vorzeitig seinen Vertrag mit dem Klub. Kurze Zeit später verkündete der schwedische Klub IFK Göteborg, dessen bisheriger Cheftrainer Jens Berthel Askou den Klub in Richtung Sparta Prag verlassen hatte, die Verpflichtung Billborns als neuer Cheftrainer, dem Björklund weiterhin assistierte. Am Ende der Spielzeit 2024 hielt er die Klasse mit dem Klub nur aufgrund der mehr geschossenen Tore gegenüber dem punkt- und tordifferenzgleichen Konkurrenten IFK Värnamo, der in die Relegation musste.